# Bossman
Bossman – singel polskiego piosenkarza i rapera ReTo z albumu DAMN. Singel został wydany 27 lutego 2016 roku. Tekst utworu został napisany przez Igora Bugajczyka.
W 2021 nagranie uzyskało certyfikat dwukrotnie platynowej płyty.
Singel zdobył ponad 62 milionów wyświetleń w serwisie YouTube (2023) oraz ponad 10 milionów odsłuchań w serwisie Spotify (2023).

## Nagrywanie
Utwór został wyprodukowany przez Blickie Blaze. Tekst do utworu został napisany przez Igora Bugajczyka.

## Twórcy
- ReTo – słowa[1][2]
- Igor Bugajczyk – tekst[1]
- Blickie Blaze – produkcja[1][2]